# Fedra (pel·lícula de 1962)
Fedra (títol original en grec: Φαίδρα; títol internacional: Phaedra) és una pel·lícula franco-estatunidenco-grega 
dirigida per Jules Dassin i estrenada el 1962. Ha estat doblada al català.

## Argument[2]
L'antiga tragèdia d'Eurípides transposada en la Grècia contemporània. Thanos, ric armador grec i pare d'Alexis, es casa en segones núpcies amb una dona una mica més jove que ell, la bonica i apassionada Fedra. Així que coneix el seu gendre, en cau bojament enamorada...

## Repartiment
- Melina Mercouri: Fedra
- Anthony Perkins: Alexis
- Raf Vallone: Thanos
- Élisabeth Ercy: Ercy
- Olympia Papadouka: Anna
- Zorz Sarri: Ariadne
- Andreas Filippides: Andreas
- Jules Dassin: Christo
- Marc Bohan: ell mateix
- Tassó Kavadía

## Premis i nominacions[calcitació]

### Nominacions
- 1963: Oscar al millor vestuari per Theoni V. Aldredge
- 1963: Globus d'Or a la millor actriu dramàtica per Melina Mercouri
- 1963: BAFTA a la millor pel·lícula per Jules Dassin
- 1963: BAFTA a la millor actriu estrangera per Melina Mercouri